# Jochen Pietzsch
Jochen Pietzsch (Halle an der Saale, 1º dicembre 1963) è un ex slittinista tedesco.
Prima della riunificazione della Germania (1990), ha gareggiato per la nazionale tedesca orientale di slittino.
È coniugato con Kerstin Moring, ex fondista di alto livello.

## Biografia
Iniziò a gareggiare per la nazionale tedesca orientale, per la quale ottenne tutti i suoi successi, nelle varie categorie giovanili nella specialità del doppio, ottenendo la vittoria nei primi campionati mondiali juniores in coppia con Jörg Hoffmann, con il quale ha condiviso anche tutti i suoi successivi risultati nella specialità biposto.

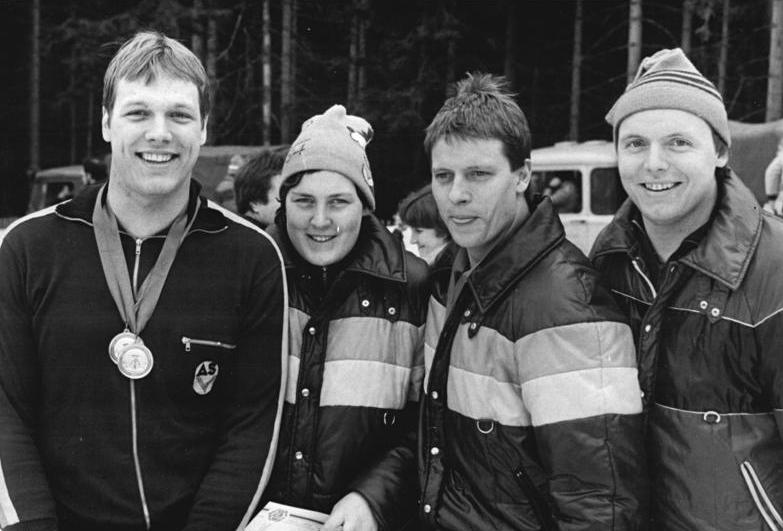
Jochen Pietzsch, quarto da sinistra, insieme a Michael Walter, Bettina Schmidt e Jörg Hoffmann ad Oberhof nel 1984

Esordì in Coppa del Mondo nella stagione 1982/83, conquistò il primo podio il 30 gennaio 1983 nel doppio a Lake Placid (2°) e la prima vittoria il 6 marzo 1983 nel doppio ad Oberhof. Trionfò in classifica generale nella specialità del doppio nell'edizione del 1983/84.
Prese parte a due edizioni dei Giochi olimpici invernali, entrambe le volte nel doppio e riuscendo in tutte e due le occasioni a portare a casa una medaglia: a Sarajevo 1984 vinse il bronzo ed a Calgary 1988 conquistò l'oro.
Ai campionati mondiali ottenne quattro medaglie d'oro, tre nel doppio ed una nella gara a squadre, nonché due di bronzo ancora nel doppio. Nelle rassegne continentali vinse due titoli continentali ad Igls 1990, nel doppio e nella gara a squadre, oltre ad una medaglia d'argento.
Dopo la mancata qualificazione ai Giochi di Albertville 1992 decise di ritirarsi dall'attività agonistica.

## Palmarès

### Olimpiadi
- 2 medaglie:
  - 1 oro (doppio a Calgary 1988);
  - 1 bronzo (doppio a Sarajevo 1984).

### Mondiali
- 6 medaglie:
  - 4 ori (doppio a Lake Placid 1983; doppio a Oberhof 1985; doppio a Igls 1987; gara a squadre a Calgary 1990);
  - 2 bronzi (doppio a Winterberg 1989; doppio a Calgary 1990).

### Europei
- 3 medaglie:
  - 2 ori (doppio, gara a squadre ad Igls 1990)
  - 1 argento (doppio ad Hammarstrand 1986).

### Mondiali juniores
- 1 medaglia:
  - 1 oro (doppio a Lake Placid 1982).

### Coppa del Mondo
- Vincitore della Coppa del Mondo nella specialità del doppio nel 1983/84.
- 21 podi (tutti nel doppio):
  - 11 vittorie;
  - 7 secondi posti;
  - 3 terzi posti.

#### Coppa del Mondo - vittorie
| Data             | Luogo        | Paese          | Disciplina               |
| ---------------- | ------------ | -------------- | ------------------------ |
| 6 marzo 1983     | Oberhof      | Germania Est   | Doppio con Jörg Hoffmann |
| 8 gennaio 1984   | Hammarstrand | Svezia         | Doppio con Jörg Hoffmann |
| 4 marzo 1984     | Oberhof      | Germania Est   | Doppio con Jörg Hoffmann |
| 24 febbraio 1985 | Königssee    | Germania Ovest | Doppio con Jörg Hoffmann |
| 10 marzo 1985    | Oberhof      | Germania Est   | Doppio con Jörg Hoffmann |
| 23 febbraio 1986 | Sankt Moritz | Svizzera       | Doppio con Jörg Hoffmann |
| 22 febbraio 1987 | Calgary      | Canada         | Doppio con Jörg Hoffmann |
| 20 dicembre 1987 | Igls         | Austria        | Doppio con Jörg Hoffmann |
| 7 gennaio 1990   | Oberhof      | Germania Est   | Doppio con Jörg Hoffmann |
| 2 dicembre 1990  | Oberhof      | Germania       | Doppio con Jörg Hoffmann |
| 8 dicembre 1990  | Königssee    | Germania       | Doppio con Jörg Hoffmann |